# Петровський сільський округ (Бухар-Жирауський район)
Петро́вський сільський округ (каз. Петров ауылдық округі, рос. Петровский сельский округ) — адміністративна одиниця у складі Бухар-Жирауського району Карагандинської області Казахстану. Адміністративний центр — село Петровка.
Населення — 2391 особа (2021; 2452 у 2009, 2957 у 1999, 3886 у 1989).
Станом на 1989 рік існувала Петровська сільська рада (села Жана-Кала, Жастлек, Петровка, Чайли). Село Шийлі було ліквідоване 2007 року.

## Склад
До складу округу входять такі населені пункти:
| Населений пункт | Населення, осіб (1989) | Населення, осіб (1999) | Населення, осіб (2009) | Населення, осіб (2021) |
| --------------- | ---------------------- | ---------------------- | ---------------------- | ---------------------- |
| Жанакала, село  | 448                    | 408                    | 373                    | 287                    |
| Жастілек, село  | 273                    | 206                    | 148                    | 87                     |
| Петровка, село  | 2917                   | 2200                   | 1931                   | 2017                   |
| Шийлі, село     | 248                    | 143                    | -                      | -                      |